# Elvera Sanchez
Elvera Sanchez (New York, 1º settembre 1905 – New York, 2 settembre 2000) è stata una ballerina statunitense, moglie di Sammy Davis Sr. e madre di Sammy Davis Jr..

## Biografia
Era figlia degli immigrati cubani Luisa Valentina Aguiar e Marco Sanchez.
Iniziò a 16 anni come ballerina di fila al Lafayette Theater di Harlem.
Si sposò nel 1923 con Sammy Davis Sr., anch'egli ballerino, da cui ebbe nel 1925 il figlio Sammy Davis Jr.. Quando il bambino aveva tre anni, la coppia si separò, e il bambino venne affidato al padre, che cominciò a portarlo in tournée con lui.
La Sanchez fu ballerina di fila all'Apollo Theater per sei anni e continuò a ballare fino agli anni quaranta, anche se questo fatto non dovrebbe stupire molto, se si tiene conto che le donne della sua famiglia sono state molto longeve; la madre è defunta all'età di 112 anni nel 1996 e la sorella le è sopravvissuta.
Dal 1989 fino alla sua morte, fu consulente del comitato di New York dedicato alle celebrazioni per la giornata nazionale del tip-tap.